# Nicolae Mihalcea
Nicolae Mihalcea (ur. 20 listopada 1922 w Zărneşti, zm. 22 listopada 2018 w Bukareszcie) – rumuński jeździec.
Uczestnik igrzysk olimpijskich w 1952 w Helsinkach i igrzysk olimpijskich w 1956. Konkurencje jeździeckie w 1956 były rozgrywane w Sztokholmie (główne zawody odbywały się w Melbourne, ale jeźdźcy – ze względu na problemy z kwarantanną zwierząt – rywalizowali w Szwecji). Na igrzyskach olimpijskich w 1952 nie ukończył konkursu WKKW. Na igrzyskach w 1956 był 24. w ujeżdżeniu.